# Джуді Ньюмен
Джуді Ньюмен (англ. Judy Newman; нар. 11 травня 1962) — колишня американська тенісистка.
Найвищу одиночну позицію світового рейтингу — 393 місце досягла 27 квітня 1987, парну — 251 місце — 21 грудня 1986 року.
Здобула 1 парний титул туру ITF.

## Фінали ITF

### Парний розряд: 1 (1–0)
| Результат | Ранг | Дата     | Турнір          | Покриття | Партнерка    | Суперниці                    | Рахунок       |
| --------- | ---- | -------- | --------------- | -------- | ------------ | ---------------------------- | ------------- |
| Перемога  | 1.   | Лип 1986 | Мехіко, Мексика | Ґрунт    | Памела Джанг | Габріела Моска Андреа Тьєцці | 3–6, 7–5, 7–6 |